# Bob Dylan's Greatest Hits
Bob Dylan's Greatest Hits är Bob Dylans första samlingsalbum, släppt 1967 på Columbia Records. 
Som titeln avslöjar innehåller albumet Dylans största pophits från början av hans karriär 1963 fram till 1967. Men även låtar som var hits med andra artister, "It Ain't Me Babe" (The Turtles) och "Mr Tambourine Man" (The Byrds), finns med här. Tio sånger kan tyckas lite kort för en sådan bred artist, men det gör ju också att de absolut kändaste låtarna samlas på ett ställe.

## Låtlista
Låtarna skrivna av Bob Dylan.

### Den amerikanska versionen
1. "Rainy Day Women No. 12 & 35" - 4:39
2. "Blowin' in the Wind" - 2:49
3. "The Times They Are a-Changin'" - 3:16
4. "It Ain't Me, Babe" - 3:37
5. "Like a Rolling Stone" - 6:10
6. "Mr. Tambourine Man" - 5:29
7. "Subterranean Homesick Blues"- 2:21
8. "I Want You" - 3:08
9. "Positively 4th Street" - 3:56
10. "Just Like a Woman" - 4:52

### Den brittiska versionen
På den brittiska versionen fanns inte "Positively 4th Street" med, utan den var utbytt mot låtarna "She Belongs to Me", "It's All Over Now, Baby Blue" och "One of Us Must Know (Sooner or Later)".
1. "Blowin' in the Wind" - 2:49
2. "It Ain't Me, Babe" - 3:37
3. "The Times They Are a-Changin'" - 3:16
4. "Mr. Tambourine Man" - 5:29
5. "She Belongs to Me" - 2:46
6. "It's All Over Now, Baby Blue" - 4:13
7. "Subterranean Homesick Blues" - 2:21
8. "One of Us Must Know (Sooner or Later)" - 4:54
9. "Like a Rolling Stone" - 6:10
10. "Just Like a Woman" - 4:52
11. "Rainy Day Women #12 & 35" - 4:39
12. "I Want You" - 3:08